# Odd Iversen
Odd Iversen (Trondheim, 6 de noviembre de 1945 - Trondheim, 29 de diciembre de 2014) fue un futbolista noruego que jugaba en la demarcación de delantero. Además, fue el padre del también futbolista Steffen Iversen.

## Biografía
Debutó como futbolista en 1964 con el Rosenborg BK. En su primera etapa en el club fue el máximo goleador de la Tippeligaen durante tres años consecutivos, coincidiendo con el título de la Tippeligaen el último año en el club. En 1969 se fue a Bélgica para jugar en el Racing de Malinas. Tras otra temporada en el Rosenborg BK, fichó por el Vålerenga Oslo IF, con el que volvió a ser el máximo goleador de la liga. Tras volver a pasar por el Rosenborg BK, se retiró como futbolista en 1982, siendo en aquel momento el máximo goleador de la historia de Noruega.
Falleció el 29 de diciembre de 2014 a los 69 años de edad.

## Selección nacional
Jugó un total de 45 partidos con la selección de fútbol de Noruega, marcando un total de 19 goles. Debutó con la selección en 1967, y jugó su último partido el 1982, disputando además la eliminatoria de la Eurocopa 1980.

## Clubes
| Club                | País                | Año                 | Partidos | Goles | Prom. |
| ------------------- | ------------------- | ------------------- | -------- | ----- | ----- |
| Rosenborg BK        | Noruega             | 1964 - 1969         | 67       | 86    | 1.28  |
| Racing de Malinas   | Bélgica             | 1969 - 1972         | 44       | 27    | 0.61  |
| Rosenborg BK        | Noruega             | 1973 - 1975         | 42       | 29    | 0.69  |
| Vålerenga Oslo IF   | Noruega             | 1976 - 1979         | 65       | 35    | 0.54  |
| Rosenborg BK        | Noruega             | 1980 - 1982         | 64       | 21    | 0.33  |
| Total en su carrera | Total en su carrera | Total en su carrera | 282      | 198   | 0.70  |

## Palmarés

### Campeonatos nacionales
| Título      | Club         | País    | Año  |
| ----------- | ------------ | ------- | ---- |
| Tippeligaen | Rosenborg BK | Noruega | 1969 |

### Distinciones individuales
| Título                            | Club              | País    | Año  |
| --------------------------------- | ----------------- | ------- | ---- |
| Máximo goleador de la Tippeligaen | Rosenborg BK      | Noruega | 1967 |
| Máximo goleador de la Tippeligaen | Rosenborg BK      | Noruega | 1968 |
| Máximo goleador de la Tippeligaen | Rosenborg BK      | Noruega | 1969 |
| Máximo goleador de la Tippeligaen | Vålerenga Oslo IF | Noruega | 1979 |